# Angelo Scandaliato
Angelo Scandaliato (Sciacca, 17 febbraio 1869 – Monte San Gabriele, 5 settembre 1917) è stato un militare italiano, decorato di Medaglia d'oro al valor militare alla memoria nel corso della prima guerra mondiale.

## Biografia
Nacque a Sciacca, in provincia di Agrigento, il 17 febbraio 1869, figlio di Francesco e Calogera Rini. Arruolatosi nel Regio Esercito, nell'ottobre 1890 fu ammesso a frequentare la Scuola militare di Caserta, come allievo sottufficiale, per uscirne due anni dopo con il grado di sottotenente assegnato al 12º Reggimento bersaglieri. Nel 1896 partì in missione per l'Eritrea, in forza al IV Battaglione, partecipando alla campagna bellica che culminò con la battaglia di Adua. Al termine delle operazioni ritornò in Patria. Promosso tenente, tra il marzo 1902 e il maggio 1905 operò in Cina in forza al corpo di spedizione italiano, coinvolto nella repressione della rivolta dei Boxer. Divenuto capitano fu trasferito al 4º Reggimento bersaglieri, partecipando alla guerra operando in Libia (1911-1912) e nello sbarco sull'isola di Rodi. Nei primi mesi del 1915 venne inviato, dietro sua espressa domanda, nuovamente in Libia, in forza al VII Battaglione libico, dove prese parte alle operazioni di polizia coloniale, venendo decorato  di Medaglia di bronzo al valor militare.
Promosso maggiore rientrò in Italia, e nel gennaio 1916, in piena prima guerra mondiale, fu assegnato al 7º Reggimento bersaglieri. Assunto il comando del XLIV Battaglione prese parte ai duri combattimenti nella zona di Doberdò, distinguendosi per il suo coraggio. Divenuto tenente colonnello nel febbraio 1917, nel maggio successivo, sempre al comando della sua unità, partecipò all'offensiva contro il massiccio dell'Ermada. Rimasto ferito ad una spalla sulle pendici di Fiondar, fu decorato con una Medaglia d'argento al valor militare. Il 26 luglio assunse il comando del 248º Reggimento fanteria della Brigata Girgenti, arrivando a posizionarsi presso il ciglio del vallone di Chiapovano durante la battaglia della Bainsizza
Schierato sul Veliki Hrib, il mattino del 5 settembre 1917 fu colto da una violento attacco nemico che cercava di aggirare le posizioni italiane sul Monte San Gabriele. Partito al contrattacco alla testa del III Battaglione, respinse il nemico ma fu colpito mortalmente alla gola da un proiettile di mitragliatrice. Si spense poco dopo, incitando i suoi uomini a continuare a combattere. Per onorarne il coraggio venne decretata la concessione della Medaglia d'oro al valor militare alla memoria. La salma venne inizialmente tumulata con gli onori militari nel cimitero di Vallerisce, nei pressi di Cormons, per essere poi successivamente traslata nel 1921 in quello di Sciacca dove si trova tuttora.

### Annotazioni
1. ↑  Al corpo di spedizione erano aggregate quattro compagnie di bersaglieri al comando del maggiore Luigi Agliardi.
2. ↑  Ricevettero la stessa decorazione altri tre capitani, Orazio Bisi da Correggio (Reggio Emilia), Antonio Donzelli da Bologna e Vittorio Garrone da Luino (Como), tutti con la stessa motivazione.
3. ↑  Tale decorazione fu consegnata, durante un0'apposita cerimonia, alla vedova, signora  Maria La Seta.

### Fonti
1. 1 2 3 4 5 6 7 8 9 10  Fiamma Cremisi n.5, settembre-ottobre 2017, p. 21.
2. 1 2 3 4 5 6  Combattenti Liberazione.
3. ↑  Carolei, Greganti, Modica 1968, p. 142.
4. ↑  Salvo Fuca.
5. ↑   Sito web del Quirinale: dettaglio decorato, su quirinale.it. URL consultato il 12 maggio 2013.
6. 1 2   Angelo Scandaliato - tenente colonnello da Sciacca: dettaglio medaglie (PDF) [collegamento interrotto], su favara.biz. URL consultato il 12 maggio 2013.